# Arianops cavernensis
Arianops cavernensis är en skalbaggsart som beskrevs av Park 1951. Arianops cavernensis ingår i släktet Arianops och familjen kortvingar. Inga underarter finns listade i Catalogue of Life.